# Hyalopsyche similis
Hyalopsyche similis är en nattsländeart som beskrevs av Martynov 1935. Hyalopsyche similis ingår i släktet Hyalopsyche och familjen Dipseudopsidae. Inga underarter finns listade i Catalogue of Life.